# Karl Kühling
Karl Kühling (Osnabrück, 25 giugno 1899 – Osnabrück, 21 aprile 1985) è stato un giornalista, scrittore e politico tedesco.
Vincitore della Medaglia Justus Möser nel 1966, diciotto anni più tardi venne nominato la cittadino onorario della natia Osnabrück, riconoscimento concessogli nel 1984 per il suo impegno nella rivalutazione della storia della città.

## Biografia
Suo padre Wilhelm Kühling era un uomo d'affari e lavorava presso il tribunale commerciale negli anni Venti. Wilhelm Kühling fu anche capo della Heger Laischaft dal 1920 al 1952.
Karl Kühling completò il Ratsgymnasium nel 1917 e divenne soldato sul fronte occidentale negli ultimi due anni della Prima guerra mondiale. Dopo la guerra, inizialmente lavorò come commerciante e, nel 1925, passò alla cronaca sportiva per l'Osnabrücker Tageblatt. In seguito, scrisse recensioni teatrali, che lo portarono ad assumere la direzione generale della rubrica del periodico. Dopo lo scoppio della Seconda guerra mondiale venne reclutato dalla Wehrmacht e il 28 agosto 1939 inviato sul fronte occidentale come soldato del Reggimento di fanteria 37 della 6. Infanterie-Division, dove lavorò in una brigata radio. Al termine del conflitto, nel 1945 fu nominato dal governo militare britannico membro del comitato dei cittadini e dal 1946/47 fu consigliere comunale e presidente del gruppo parlamentare della CDU. Nel 1949 tornò al suo vecchio lavoro all'Osnabrücker Tageblatt come redattore e recensore teatrale. Nel 1960 passò al Neue Tagespost per il quale lavorò fino al 1967. Fu presidente del gruppo parlamentare della CDU nel consiglio comunale dal 1970 al 1972.
Fu anche portavoce e contabile della Heger Laischaft. Si occupò delle trattative per lo scambio di aree del Laischaft necessarie per la creazione del Rubbenbruchsee,  lago artificiale a ovest della città. In segno di gratitudine, il sentiero circolare (Karl-Kühling-Weg) intorno al Rubbenbruchsee è stato intitolato in suo nome. Nel 1960 si trasferì nella redazione del Neue Tagespost  e il suo patrimonio fu lasciato all'Archivio di Stato di Osnabrück.

## Onorificenze
- 1965: divenne "Re del cavolo" di Osnabrück con il nome di Karl II;[7]
- 3 gennaio 1966: Medaglia Justus Möser;[8]
- 5 giugno 1984: cittadino onorario di Osnabrück per i suoi servizi di rivalutazione del passato e del presente della città di Osnabrück, al fine di mantenerla viva nella coscienza storica dei cittadini[9].

Inoltre, la città  di Osnabrück gli intitolò la Karl-Kühling-Weg nel quartiere Atter.

## Opere
- Theater in Osnabrück – im Wandel der Jahrhunderte Osnabrück 1959
- Beim Osnabrücker Bier, Verlag A. Fromm Osnabrück, 1960
- 100 Jahre Gebrüder Echterhoff, 1960
- 200 Jahre Entwicklung des Geschäftshauses Rudolph Richter Osnabrück 1761, 1961
- Laischaften und Schnatgang, 1961
- Osnabrück 1925–1933. Von der Republik bis zum Dritten Reich. Osnabrück 1963
- Osnabrück 1933–1945. Stadt im Dritten Reich. Osnabrück 1964
- Heimatdorf Wersen : Brücke von Tecklenburg Land zur Stadt Osnabrück., A. Fromm, 1966
- 100 Jahre Heinrich Boes Osnabrück, 1966
- 75 Jahre Carl Schäffer, 1966
- Die Juden in Osnabrück. Osnabrück 1969
- Osnabrück : Altstadt um die Jahrhundertwende ; Erinnerungen und Erlebnisberichte, 1969, ISBN 3-87898-026-4
- Reinhold Tiling, Pionier der Raketentechnik, 1970
- 75 Jahre G Deppen Söhne Osnabrück, 1970
- ... und gelacht haben sie auch : Geschichten von Originalen, Schalken und Schelmen aus dem alten Osnabrück, 1971
- Olle Use – vom Osnabrücker Laischaftswesen und anderen Dingen. Verlag H. Th. Wenner, Osnabrück 1975, ISBN 3-87898-093-0.
- Plattdeutsches Osnabrücker Lesebuch / hrsg. von Karl Kühling. - 2. Aufl. - Osnabrück : Wenner, 1974. - 96 S.
- Osnabrück um 1900. Stadtbild im Zeitwandel. Osnabrück 1976
- ... aber Hilfe schafft euch selber : am Anfang standen Osnabrücker Bürger, Karl Kühling. - Osnabrück : Wenner, 1980, ISBN 3-87898-220-8
- Kastor und Pollux, Wenner, 1985, ISBN 3-87898-296-8